# 跆拳道
跆拳道（韓語：태권도，發音：[tʰɛ.k͈wʌn.do] ⓘ）是韩国的武术和格斗运动，主要使用腳以進行格鬥，是整合韩国搏擊防身技巧，以及跆跟、唐手和空手道融合的武術。跆拳道用手作為防禦，跟著反擊。跆拳道於1988年奧運首次列為示範項目；於1992年奧運再次出現；到2000年奧運開始成為正式比賽項目。
跆拳道是朝鮮民族(大韓民族)的民族武技、大韓民國與朝鮮民主主義人民共和國的國家武技，創始人崔泓熙將軍融合了韓國傳統古典武術及空手道松濤館流。跆為運用腳來進行攻擊、防守及馬步等技術，拳為運用手來進行的攻擊及防守等技術，道為練武者對武術的心靈修養及修正。跆拳道既是一项能夠强身健體，又能夠於防身自衛的传统搏击武术，更是一项新兴的集健身、竞技及娱乐为一体的现代体育，集力学、兵学、哲学、医学及伦理学为一体，以技擊格鬥为基础，以修心养性为核心，以磨练人的意志、振奋人的内在精神气质、培训练习者良好的徒手徒腳格鬥能力、礼仪、道德及健康的身心为目標。

## 歷史
跆拳道受朝鮮悠久歷史文化影響，所以具有濃厚的朝鮮文化色彩。在古代，朝鮮人民為了保護自己的家園，而發展出一套強身健體、臨危時用來自我防御的武術。這種經過時間慢慢磨練出來的武術漸漸變成一種有目的、有意識的活動，也成為韓國古代武術的雛型。體育史學家研究古籍及壁畫等歷史文物時發現，跆拳道源於朝鮮半島三国时代的跆跟，甚至可以追溯到古代的徒手搏擊。另有說法認為跆拳道並無歷史，其內涵風格以及名字均起始於20世紀50年代。現在大部分跆拳道館都以運動競技比賽為目標，因此保留有完整武術拳理教學的跆拳道館少之又少。
「跆拳道」一詞，是1955年4月11日由崔泓熙將軍提出，並以不記名投票方式正式選出「跆拳道」做為此武術的名字。其中「跆」指踢擊（腳法）、「拳」指拳擊，「道」則是代表道行、自己對禮儀的修練。崔泓熙在留學日本時，學習了日本松濤館流空手道，並將它帶回韓國，而後便以此為基礎，加入重視踢擊招式的韓國古典武術跆跟。因此，在跆拳道的型中，可以看到許多松濤館流的手部招式。也因為加入跆跟（重視踢擊的武術），因此跆拳道中有「練手三分，練腿七分」之說。
跆拳道也融合朝鮮民族的跆跟、花郎道及其他民族武術。此外，跆拳道與琉球國的空手道及日本的柔道相同，都受到中國武術的影響因此舊稱唐手。日本的空手道也影響跆拳道的發展，而空手道最初起源於琉球國，隨著琉球於1870年代被日本併吞之後，進而自然成為日本的武術之一。跆拳道可說是朝鮮半島、中國和日本的合體武術。
1961年，韓國成立了唐手道協會，後更名為跆拳道協會，並正式成為競賽項目。1966年3月22日，國際跆拳道聯盟（ITF — International Taekwondo Federation）在南韓成立，由崔泓熙將軍擔任總裁。1972年，大韓跆拳道協會的中央道場韓國國技院開始動工。1973年5月，另一跆拳道組織世界跆拳道聯盟（WTF — World Taekwondo Federation）在南韓漢城成立，金雲龍當選為主席。1975年，世界跆拳道聯盟(WTF)成為了國際體育聯合會（ITF）的成員，令跆拳道運動得到更多人的認識。五年後，國際奧委會正式承認了世界跆拳道聯盟（WT）。2000年，悉尼奧運會將跆拳道列入正式競賽項目；在成為奧運會項目前，跆拳道曾成為世界運動會的比賽項目。

## 國際組織
現時跆拳道在全世界的組織主要分為兩個體系，分別為：國際跆拳道聯盟（ITF — International Taekwondo Federation）體系及世界跆拳道聯盟（WT — World Taekwondo）體系。ITF體系成立的時間比較早，而WT體系成立時間則比較晚。而現時奧運會採用的是WT體系。

### 國際跆拳道聯盟體系
ITF跆拳道即國際跆拳道聯盟之正統跆拳道，係由跆拳道創始人崔泓熙將軍於20世紀60年代中期親自創立；1966年3月22日 由九個國家（韓國、越南、馬來西亞、新加坡、德國、美國、土耳其、意大利、埃及）的跆拳道協會共同成立了世界上第一個國際性的跆拳道組織——國際跆拳道聯盟（International Taekwondo Federation），這亦是韓國史上的第一個國際性機構。
崔泓熙將軍被選為總裁，跆拳道正式進入國際社會。
ITF跆拳道技術體系分為 Fundamental 基本技術、Pattern 套拳（即特爾，俗稱套路）、Sparring 搏擊、 Dallyon 鍛練、Self-Defense 自衛術等內容。
2002年6月15日20點35分，跆拳道創始人，國際跆拳道聯盟總裁崔泓熙將軍因癌症病逝於平壤的醫院，享年八十四歲。
崔泓熙將軍去世後，國際跆拳道聯盟內部即產生各領將師範間的政治角力，而後演變分裂為三大派系；即為現今張雄的國際跆拳道聯盟（ITF）、崔重華的國際跆拳道聯盟（ITF）及陳天全的國際跆拳道聯盟（ITF），合共三派，三者獨立運作，互不從屬。

## 跆拳道的套拳

### ITF的「特尔」
經多次挑選後，崔泓熙將軍終於選定了「特尔」（或譯「套路」），二十四式特尔作為跆拳道的代表及考試階段，特尔名稱、動作數及演武線，反映了朝鮮的歷史偉人和史實，而二十四式特尔是表示一天的二十四個小時。
| 階段名稱 | 韓文譯音    | 動作數 | 段級 | 名字起源                                                             |
| -------- | ----------- | ------ | ---- | -------------------------------------------------------------------- |
| 天地     | Chon-Ji     | 19     | 9級  | 創造世界，人類歷史的開始                                             |
| 檀君     | Dan-Gun     | 21     | 8級  | 公元前2333年传说中的古朝鮮国開國始祖的名字                           |
| 島山     | Do-San      | 24     | 7級  | 抗日的獨立運動家安島山                                               |
| 元曉     | Won-Hyo     | 28     | 6級  | 把佛教傳入新羅之高僧元曉                                             |
| 栗谷     | Yul-Gok     | 38     | 5級  | 朝鮮著名儒學家李栗谷的雅號                                           |
| 重根     | Joong-Gun   | 32     | 4級  | 刺殺日本元老重臣伊藤博文的安重根之名，三十二個動作紀念其卒年三十二歲 |
| 退溪     | Toi-Gye     | 37     | 3級  | 朝鮮著名學者及儒學家李退溪                                           |
| 花郎     | Hwa-Rang    | 29     | 2級  | 新羅王朝的青年貴族之花郎精神                                         |
| 忠武     | Choong-Moo  | 30     | 1級  | 抵抗豐臣秀吉之李忠武                                                 |
| 廣開     | Kwang-Gae   | 39     | 1段  | 高句麗的廣開土好太王                                                 |
| 圃隱     | Po-Eun      | 36     | 1段  | 高麗王朝的忠臣及詩人鄭圃隱                                           |
| 階伯     | Gae-Baek    | 44     | 1段  | 百濟名將階伯                                                         |
| 義庵     | Eui-Am      | 45     | 2段  | 三一運動的代表人物孫義庵                                             |
| 忠壯     | Choong-Jang | 52     | 2段  | 14世紀抗日名將金忠壯                                                 |
| 主體     | Ju-che      | 45     | 2段  | 朝鮮勞動黨的主體思想                                                 |
| 三一     | Sam-Il      | 33     | 3段  | 1919年3月1日的三一運動                                               |
| 庾信     | Yoo-Sin     | 68     | 3段  | 統一高句麗、百濟及新羅之名將金庾信                                   |
| 崔瑩     | Choi-Yong   | 46     | 3段  | 高麗王朝的名將崔瑩                                                   |
| 淵蓋     | Yon-Gae     | 49     | 4段  | 高句麗名將淵蓋蘇文                                                   |
| 乙支     | Ul-Ji       | 42     | 4段  | 高句麗名將乙支文德                                                   |
| 文武     | Moon-Moo    | 61     | 4段  | 統一高句麗、百濟及新羅之文武王                                       |
| 西山     | So-San      | 72     | 5段  | 對抗豐臣秀吉入侵之武僧西山玄應                                       |
| 世宗     | Se-Jong     | 24     | 5段  | 朝鮮歷史上最著名的君王世宗                                           |
| 統一     | Tong-Il     | 56     | 6段  | 表達統一的希望                                                       |

### WT的型
跆拳道初學者的型（即品勢）分為太極一章至太極八章，這都是初學者必須熟習的基本動作。從初段起品勢的名稱和介紹如下:
| 品勢   | 段級 | 介紹 |
| ------ | ---- | --- |
| 高麗型 | 一段 | 此高麗型之練習進行線路乃採「士」字型，隨著動作之演變，展現出民族之各種悠美姿勢形態，且含有精巧奧妙之技術。這一型所表現的，乃混合先人之精神，將節度和緩慢性，表現無遺。 |
| 金剛型 | 二段 | 金剛在智、德方面非常堅固，擁有不致受外部強烈攻擊，而遭受傷害的力量在慶州石窟庵入口處雕刻著金剛力士像和天下，表露出霸王舉鼎的金剛山威容，且將其雄狀無比之氣勢，溶入了金剛型之中。其品勢之進行線成「山」字型，此山形防禦的動作，雖然顯得呆板，但變化無常，且為了展現其強烈的節度而採用了左掌前擊等的動作。 |
| 太白型 | 三段 | 檀君的開國神話與韓國人骨肉相連，也是韓國精神的根源，太白是韓國歷史傳統的開端，「太白」也可以稱作為火山。光明之處，亦表示神聖及廣被雄姿，此間接的將太白山之精神表現出來。太白山是朝鮮民族之胎盤，血脈更象徵朝鮮民族之精神。修習之進行線是「工」字型，包含著天、地、人的開國神話的意義，身體的動作，採用很多左外腕上架右內腕側防等防禦身體之動作。此太白型的要點，在於敏捷的速度，更將太白的宏偉雄麗的思想，精神肉體合而為一。                                           |
| 平原型 | 四段 | 人類是由原始生活，慢慢演進開化的，為了找尋食物，由山上發展到平原，平原給予人類食物且改變了生活環境，更喚起了人類的和平共存及支配的慾望。所謂平原，乃是由地球表面之四周延伸到至廣至遠，是象徵和平的創造神的偉大傑作。平原形是以光滑無限且象徵和平的平原為根據，混合着地心力，再藉着動作表現出來的。修習之進行線，選用意味着無限平原的「一」字，其動作，以平原為背景，多採用交叉步及金剛防禦。平原型之重點，是表現力量的緩慢性及柔軟性，將平原之廣大無邊之思想表露無遺。 |
| 十進型 | 五段 | 由原始信仰中演變出來的十進，即雲、山、水、石、木、月、草、龜、鶴、鹿。 所謂十進，即如同十、百、千、萬，慢慢延伸的數字，將動作亦要求至無限度變化的境界，修習進行線採取了「十」字線輔手內腕側防應用甚多。十進型之重點，是參合了緩慢性及節度，加強了變化多端的動作的安穩性。將身體之肌肉、神經鬆懈且協調，再使十長生及十進法。 |
| 地跆型 | 六段 | 所有生物，介於天地之間，生存成長、死亡，而使季節發生變化的風，亦形成消滅於天地之間。地跆即上天給予我們的最大的生活處理及安息處。 再以動作表現出來。修練之進行線是採用由地表指向天地的字形，地跆型之動作，大多是用手來作防禦。地跆型之重點，在於將力量緩慢的加於動作上，再參入地跆的雄大保佑的精神而成的。 |
| 天拳型 | 七段 | 上天是萬物之根源，修身之基點，天下之事物最終的完成者。天拳即人類所尊崇的創造萬物之神，其看顧人類較軟弱無能的心思及那份奧妙，實在是無以言喻的。天拳型含有上天無限廣大，奧妙的思想，修練進行線，採由地表仰望上天的型動作之中亦含很多如同老鷹向下俯衝的展翅式。天拳之重點在於勁力之緩慢性及節度之敏捷性溶入天拳之廣大無邊的思想中。 |
| 漢水型 | 八段 | 水是維持萬物生命的根源，即無顏色又無味道，用手去波動力量小，會產生小小的漣漪，但將這些力量融合在一起，就會變成一股龐大的力量。雖然，水是不能切斷的，又不能豎立的柔軟性物質，但其可藉著容器之大小，表現出不同的形狀，而跆拳道的精神，與水之適應能力極為類似。漢水型之修練進行路線，採用「水」之型，漢水型之重點雖採取水之柔軟性，但以柔制剛乃此型之特點。 |
| 一如型 | 九段 | 新羅時候有一位高僧元曉說：「必生則種種法生，必滅則骷體不二」。 「神所告誡人類的三界，唯有心存而已，如何能忌得了」。 所以他的思想學說，即「一則一如」。一如是使身體和精神合而為一之意思。 一則即「唯一的意思，亦即不論點、線、面」都能合而為一。一如型是採用一如的奧妙原理，使動作和精神合而為一。修練進行線採取象徵佛教的字型，動作以金剛防禦為主旨。一如型的重點，是融合等尺性和平衡性將身體和精神合而為一的完理，達到最高境界，即一如的思想學說。                    |

此為世界跆拳道聯盟公認的標準型，從8級升至1級必須熟練太極一章至八章，從初段升至玖段必須精通以上各型。而上段者除了在熟練各型以及精通技術外，更注重在培養高尚的武德，以及鍛鍊堅強的意志，以達到習武者的最高境界。

## 跆拳道技術
由於近年的跆拳道發展，主要著眼於奧運項目的訓練，是故外人均有一個極度嚴重的誤解：「跆拳道的技術有九成是依靠腿技，只有一成手部動作，並且是沒有威力的，現在跆拳道並不具備實用搏擊用途。」這種給外人的印象絕非無跡可尋，皆因跆拳道在世界跆拳道聯盟(WT)的推廣下，成為了一項競技運動項目，比賽的技術及得分計算，均以比賽選手的安全性及觀賞性為先，令跆拳道的技術逐趨運動化，而非生活化。
亦有跆拳道教練認為(上文)，新式的跆拳道技術比傳統技術(ITF)更為實用，但這觀點似乎並未為外行人所接受，亦不難發現，在網路上部份的資料均認為，國際跆拳道聯盟(ITF)下推廣的跆拳道技術，感覺上遠比新式跆拳道實際。
國際跆拳道聯盟 跆拳道力量理論,包括六項 質量,加速力,反動力,集中力,平衡,呼吸.
在競賽技術上的比較下，WT的跆拳道著重得分技術，包括能迅速得分的腳面旋踢，易於擊倒對手的後勾踢等等，速度之快能人贊歎，不過與其他武術同台較量下，則幾乎顯得無甚用處，而且又因WT「嚴格控制手技」，手部攻擊難以得分（據統計，2008年奧運會的跆拳道項目，手部攻擊完全沒有得分），促成WT的選手幾乎都沒有防範手部攻擊的傾向。
而ITF的競賽原則，較為著重於選手的技術交流，所以限制了選手的力量，不能單靠手技力量擊倒對手(足技除外，以凸顯跆拳道足技技術)，但在東歐的ITF系統下，開辦了可以全力攻擊的Pro-ITF比賽，令兩種偏向的選手均可選擇適合自己的比賽範圍下競技。至於技術上，因要求選手攻擊要明確擊中目標並附有合適力量而產生一定效果，同時又因跳躍攻擊會有較高的得分，因此比賽技術會偏向輕盈跳躍攻擊及著重一擊到位有效。
而在始創人崔泓熙所著的跆拳道百科全書中的圖片所示，跆拳道最具特式的技術有兩大種：一）跳躍，崔本人身高只有約五尺，面對身型高大的對手難以攻擊，在書中有大量跳躍動作，不論手部或腿部均有攻擊及防守的技術；二）多向連擊，百科全書中演示了多種連續攻擊，包括空中三連擊等等；亦有同時應對兩個方向的對手的防禦動作，令跆拳道的技術別具特式。

## 段位和級別
跆拳道的等级通过腰带的不同颜色来体现，不同颜色代表著不同的等级，而每個國家的設定也有所不同，韓國標準（其他亞洲地區則通常依據韓國修訂制度）通常均為9級，亦有10級.11級.13級.19級等設定。
經過長時間的訓練後，練習者的等級將會由白帶升到黑帶，其表示白色的對立，相對白色技術已經熟練，意味著黑暗中也能發揮自身能力。黑帶分為九段，而每一個國家的道帶級別也不一定是相同的。
國際跆拳道聯盟的區別方法
一段至三段的道服衣邊有黑色帶條，四段以上道服褲腿兩邊有黑色帶條，當考獲國際教練資格後，道服的衣袖再有黑色帶條。根據道服上的肩章和腰帶上的羅馬數字1(I)到9(IX)可區別段位和級別。一段到二段期间需间隔十八個月才能考，二段到三段需間隔兩年，以此類推。而十三歲以下的黑帶稱為「Pee-Wee」，十三歲後會自動入段與WTF不同
世界跆拳道联盟的區別方法
自一段起，道袍上衣領地方由白色轉為黑色，五段後可穿着衣袖有黑色帶條之道袍。腰帶上繡有顏色橫條以代表段位，亦有人直接繡以段位作為代表，如直接在帶上繡上「五段」而不是五條橫條。十五歲前考到的黑帶為「品」，只能系上黑下紅的腰帶，十五歲後會自動入段。

## 禮節
跆拳道練習雖然是以雙方格鬥的形式進行，但是不管它怎樣激烈，由於雙方都是以提高技藝和磨煉意志品質為目的，所以在雙方各自內心深處都必須持有向對方表示敬意和學習的心理。因此在練習或比賽前後都一定要向對方敬禮，即跆拳道運動始終倡導的「以禮始，以禮終」的尚武精神。由於跆拳道是練習者精神和身體的綜合修煉，使練習者在艱苦的磨煉中培養出理想的人格和體魄，並能夠真正掌握防身自衛的本領，因而對練習者精神鍛煉一環中就必須包括禮儀的教育和薰陶。禮儀是跆拳道運動必不可少而且十分重要的組成部分。
練習開始前及結束後的禮節
- 由於練習與比較時，需要乾淨的場地，所有入場者，除非有規定，須赤腳，除非有允許，手腳不可以有指甲彩繪。
- 練習者進入場地時，首先向道場敬禮，再向教練敬禮。
- 練習前雙方應相互敬禮，練習後再次互相敬禮[16]。

練習和比賽開始前的禮節
- 運動員依照主裁判「立正」、「敬禮」口令，立正向陪審席行標準禮，標準禮為鞠躬的自然姿勢，腰部前傾15°，頭部下傾，兩手握拳貼於雙腿兩側。
- 運動員依主裁判「向左向右轉」的口令，內轉相對，立正站好，再依“敬禮”的口令，相互敬禮。

練習和比賽結束後的禮節
- 比賽結束時，運動員在各自的位置相對站立。
- 運動員依主裁判「立正」、「敬禮」的口令，相互敬禮。
- 運動員依主裁判「向左向右轉」及「敬禮」的口令轉向監督官，向監督官行標準禮。[17]

通過用行禮的方式向長輩、教練、老師、隊友鞠躬施禮，使跆拳道練習者養成發自內心的行禮習慣，以養成恭敬謙虛、友好忍讓的態度和互相學習的作風，並培養其堅韌不拔的意識品質。

## 跆拳道哲學
崔泓熙將軍為跆拳道賦予了大量思想教育，因此，在跆拳道百科全書內亦指出外人會認為跆拳道近乎宗教而多於武術。最能反映跆拳道哲學的，包括跆拳道誓章及跆拳道精神。

### 跆拳道誓章
I shall observe the tenets of Taekwon-Do.
我應當遵守跆拳道精神。
I shall respect the instructor and seniors.
我應當尊重師長和前輩。
I shall never misuse Taekwon-Do.
我絕不濫用跆拳道。
I shall be a champion of freedom and justice.
我應當成為自由與公平的倡導者。
I shall build a more peaceful world.
我應使世界更和平。

### 跆拳道精神
跆拳道精神包含了：一‧禮義、二‧廉恥、三‧忍耐、四‧克己、五‧百折不屈。

#### 禮義
這是人類要遵守的最高規範，是教化人類的手段：
1. 相互諒解的精神。
2. 對於誹謗或侮辱他人的惡習應感到羞恥。
3. 謙虛並互相尊重。
4. 提倡人道主義和正義感。
5. 師範與學員、前輩與晚輩的關係應明確。
6. 處事要符合禮儀。
7. 尊重他人的所有物。
8. 不論問題的大小皆堅持公平原則並慎重處理。

#### 廉恥
要學會分辨是非：
1. 切勿成為沒有傳授實力，卻像個威權之師誘導學員走向歧途卻不覺羞恥。
2. 切勿為炫耀威力，把裂開之松板粘合，或預製有裂紋的磚頭將其擊破，並厚顏無恥取悅眾或學員
3. 過分奢侈裝飾道場或以假獎狀假獎杯裝飾辦公室，用過分虛偽的熱情獲取學員們的歡心，來隱瞞自己的無能。
4. 真正的武道之人即使提升它的段或級也會謙讓。相反，要求超過實力以上的段或級，或用錢買也不覺羞恥的似是而非的武道人。
5. 切勿成為以私利或炫耀假武力為目的而需要段或級的人。
6. 不是為了培養優秀的弟子而是以盈利為目的運營道場、向學員無理要求錢物或出賣證明書的行為。
7. 切勿成為言行不一致，不守信用的師範或學員。

#### 忍耐
忍即是德，無論是持有高段的人還是技術完美無缺的人，想做成任何一件事，首先要設一目標，再以持久的忍耐力不斷地向那一目標邁進，才能如願以償。作為跆拳道人，不管遇到什麼困難，忍耐並克服它，才是有效的方法之一。

#### 克己
不論道場內外，控制自己是很重要的課題。假如在自由對打時，因某些失誤而被晚輩或同輩所傷，若不能克制自己，感情用事加以還擊，將會造成事故。而且不謙虛不節制，沒有分寸地生活，盲目羨慕他人，愛慕虛榮也將會失去作為武道人的資格。老子曰︰強者不是戰勝對方的人，而是戰勝自己的人。即是自勝自強。

#### 百折不屈
以勇敢和堅強的意志面對敵人，不屈服，不畏懼，堅持奮戰到最後。一個真正的跆拳道人是謙虛、正直，有正義感的，能以百折不屈的精神，正直的心，傾注一切精力，向著既定目標奮鬥。

## 指令

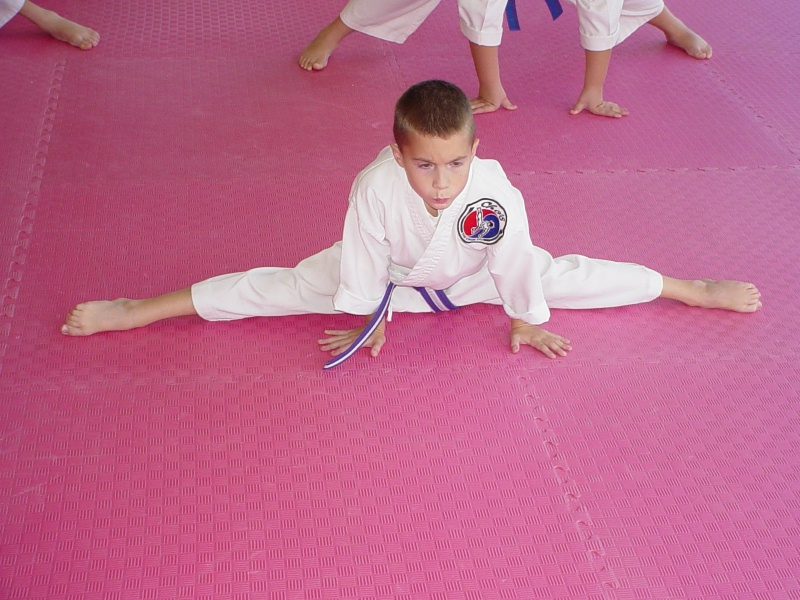
大字馬是跆拳道學員必須進行的其中一種熱身運動。

當學員在訓練或是進行色帶考試的時候，其中很有可能會聽見一些韓語的指令，而通常學員也懂得其意思，見下列表：
| 羅馬话     | 韓語         | 解釋   |
| ---------- | ------------ | ------ |
| Charyeot   | 차렷         | 立正   |
| Gyeong rye | 경례（敬禮） | 鞠躬   |
| Baro       | 바로         | 立正   |
| Shwieo     | 쉬어         | 放鬆   |
| Kihap      | 기합（氣合） | 喊叫   |
| Junbi      | 준비（準備） | 準備   |
| Sijak      | 시작（始作） | 開始   |
| Gallyeo    | 갈려         | 暫停   |
| Gyesok     | 계속（繼續） | 繼續   |
| Guman      | 그만         | 休息   |
| Dwiro dora | 뒤로 돌아    | 向後轉 |
| Haesan     | 해산（解散） | 解散   |

## 用品
跆拳道用品是指於跆拳道訓練或進行搏擊時所使用的裝備和用具。運動員需佩上適當的裝備比賽，例如是護具及道袍等裝束。護具顧名思義是用作保護身體，以減少傷害為主，而道袍中的腰帶用作辨認運動員之等級，通常白帶的是初學者，而黑帶則是深造者。用具方面，運動員訓練的時候需要使用踢靶，例如防禦靶、速度靶等以提高腳在使用足技時的力度、速度及準確度。

## 外部連結
- 世界跆拳道聯盟 WTF - World Taekwondo Federnation（英文／韓文） （页面存档备份，存于）
- 國際跆拳道聯盟 ITF - International Taekwon-Do Federnation（英文） （页面存档备份，存于）
- 國際跆拳道聯盟 ITF - International Taekwon-Do Federnation（英文） （页面存档备份，存于）
- 國際跆拳道聯盟 ITF - International Taekwon-Do Federnation（英文） （页面存档备份，存于）
- 中華民國國際跆拳道聯盟推廣協會 CHINESE-TAIPEI - International Taekwon-Do Federnation（繁中） （页面存档备份，存于）
- 國際跆拳道聯盟台灣分部 ITF - International Taekwon-Do Federnation（繁中） （页面存档备份，存于）
- 中華民國傳統跆拳道協會(ITF) （页面存档备份，存于）